# Catedral de Tórshavn
La Catedral de Tórshavn es una catedral luterana de la ciudad de Tórshavn, en las Islas Feroe. Desde 1997 es la sede del único obispo de las Feroe. Se ubica en el casco antiguo de la ciudad, en la península de Tinganes. Construida hacia finales del siglo XVIII, es uno de los principales monumentos de Tórshavn y la segunda iglesia más vieja de las islas que permanece en uso, solo por detrás de la iglesia de San Olaf de Kirkjubøur.

## Historia

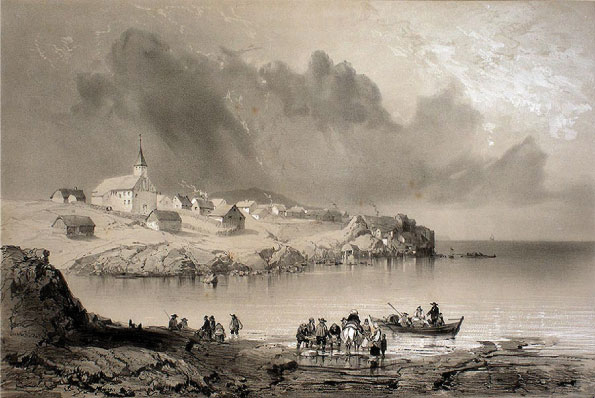
La iglesia de Tórshavn en 1839.

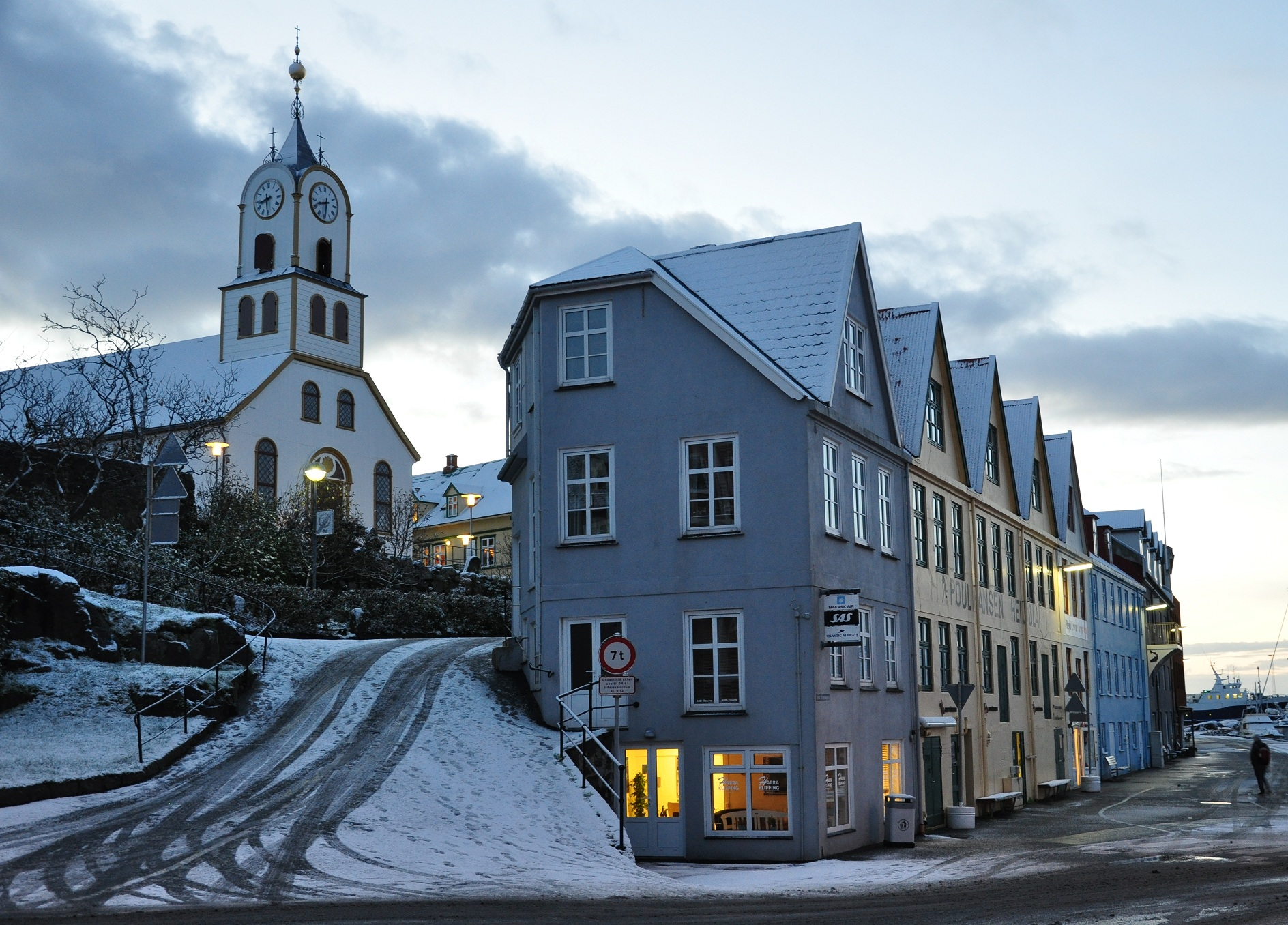
La catedral de Tórshavn en la actualidad.

Debido a la falta de información sobre la historia medieval de Tórshavn, no se sabe de la existencia de alguna iglesia durante la Edad Media. La primera iglesia de la que se tiene noticia fue construida con madera en una colina de la península de Tinganes, por iniciativa del rey Cristián IV.
En 1780, Rasmus Jørgen Winther fue nombrado pastor de Tórshavn, y en 1782 decidió la construcción de un nuevo templo. Éste fue erigido con madera por Johannes Poulsen, maestro albañil de Tórshavn, y fue concluido en 1798, cuando la localidad contaba con unas 800 personas. Con la consagración del nuevo templo, la iglesia de Cristián IV fue demolida y parte de su mobiliario fue integrado a la nueva iglesia. No hay muchos testimonios ni imágenes de la iglesia, pero su aspecto era similar al que conserva en la actualidad.
En 1865 fue remodelada, pero su estructura fue conservada totalmente. Sin embargo, en 1935 el coro fue expandido cuatro metros y se construyó una nueva sacristía. El coro volvió a ser extendido en 1968 con una oficina y otros cuartos adyacentes.
La iglesia de Tórshavn fue la única de la ciudad hasta que en 1975 se consagró la moderna Vesturkirkjan, que sirve de templo parroquial para la parte occidental de Tórshavn, mientras que la catedral es el templo de la parroquia oriental.
En 1990 fue elevada a la categoría de catedral, cuando se creó una diócesis independiente para las Feroe, hasta entonces parte de la diócesis de Selandia. Desde 2007 es la sede del obispo de la Iglesia Nacional de las Islas Feroe.

## El edificio actual

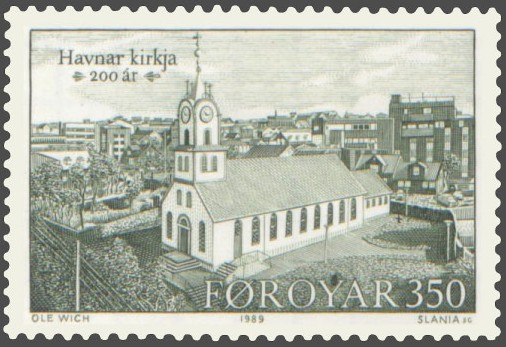
Sello postal conmemorando el 200 aniversario de la iglesia.

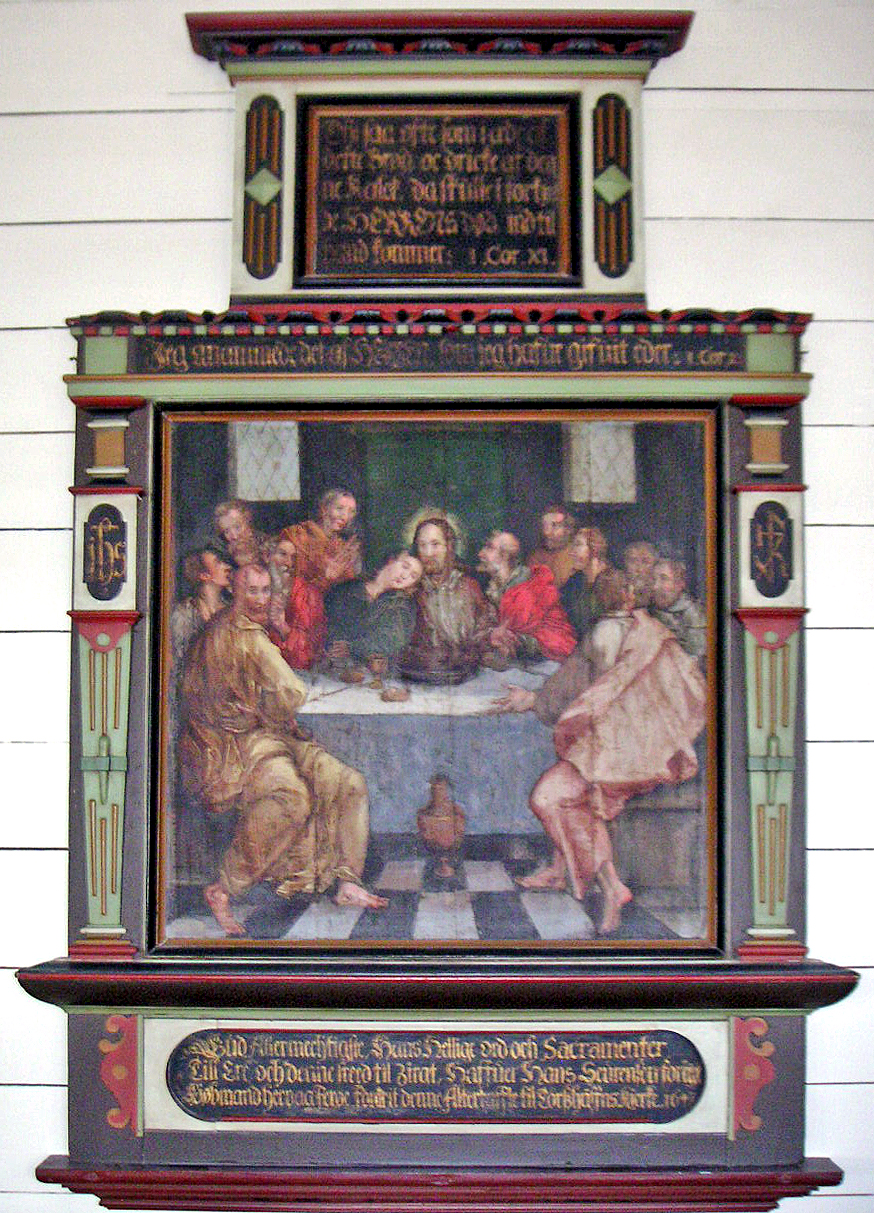
El viejo retablo renacentista de 1627.

La catedral de Tórshavn es un sencillo templo de madera con techo a dos aguas orientada de occidente a oriente. Básicamente, su plano se ha conservado con pocos cambios desde 1788. Su plano consiste de un pequeño vestíbulo, una sola nave, coro y sacristía. La fachada occidental carece esencialmente de decoración, y tiene una sola puerta con una ventana a cada lado y dos más en la parte superior. Sobre la fachada occidental se ubica la única torre campanario, de dos cuerpos, con un reloj en cada uno de sus cuatro lados y rematada con un chapitel piramidal.
En el interior, los muros son blancos, con ventanas laterales. La bóveda es semicilíndrica, de color azul con estrellas. En el límite de 
la nave y el presbiterio, hay un sencillo púlpito de madera a la izquierda y a la derecha la pila bautismal de mármol. El retablo es un óleo del entierro de Jesús.
Hay una galería donde se localiza el órgano, la cual se extiende parcialmente por los lados de la nave, sobre las bancas de ésta. En la nave hay 44 bancas, y en la galería 14.
La campana de la iglesia está decorada con palmetas y se llama Norske Löwe ("León Nórdico") porque procede del barco danés homónimo, que se hundió frente a las costas de Lambi en 1707. La campana tiene grabado el nombre del barco y el emblema de la Compañía Danesa de las Indias Occidentales, a la que pertenecía. Según las leyendas, se hundió con un invaluable tesoro.
Además del retablo principal, hay otro en la pared norte de la nave que data de 1647 y era el altar principal de la anterior iglesia. Es un cuadro renacentista de la Última Cena, que tiene una inscripción en danés: ”Gud Allermechtigste Hans Hellige Ord och Sacramenter Till Ære och denne Sted til Zirat haffuer Hans Sevrensen fordum Ki0bmand her paa Faer0 foraerit denne Altertaffle til Torshaffns Kiercke 1647”. (En honor de Dios Todopoderoso, de su Palabra y Sacramentos y para adornar este lugar, Hans Sevrensen, antiguo comerciante de las Feroe, cedió este retablo a la Iglesia de Torshaffn en 1647). La obra es una de las varias réplicas de la Última Cena del flamenco Peter Candid. Además de Tórshavn, en Dinamarca hay otra réplica en la catedral de Haderslev.